# Hugo Banzer Suárez
Hugo Banzer Suárez (Concepción, 10 de maig de 1926 - Santa Cruz de la Sierra, 5 de maig de 2002) va ser un general i polític bolivià, president de la República en 2 períodes: 1971-1978, mitjançant cop d'estat, i 1997-2001, mitjançant eleccions.
S'estima que durant el seu primer govern dretà uns 150 presoners polítics van ser desapareguts, havent-se oposat, posteriorment, en els soterranis del Ministeri d'Interior, cel·les de tortura i ossos humans.